# Jan III van Chalon-Auxerre
Jan III van Chalon-Auxerre bijgenaamd de Witte Ridder (1318-1379) was van 1360 tot 1366 graaf van Tonnerre en van 1362 tot 1366 graaf van Auxerre. Hij behoorde tot het huis Chalon.

## Levensloop
Jan III was de oudste zoon van graaf Jan II van Chalon-Auxerre en diens echtgenote Adelheid, dochter van Reinoud van Bourgondië, die graaf van Montbéliard was. 
Zijn vader had in 1335 het graafschap Tonnerre afgestaan aan zijn zus Johanna. Na haar overlijden in 1360 kwam zijn vader terug in het bezit van dit graafschap, dat hij onmiddellijk afstond aan Jan. Twee jaar later, in 1362, volgde Jan III zijn vader op als graaf van Auxerre. Ook was hij grootbutler van het koninkrijk Frankrijk.
Tijdens de Honderdjarige Oorlog vocht Jan III in 1364 aan de zijde van Bertrand du Guesclin in de Slag bij Cocherel en de Slag bij Auray. Bij de laatste veldslag werd hij gevangengenomen door de Engelsen. Tijdens zijn gevangenschap werd Jan krankzinnig, waardoor hij na zijn vrijlating in 1366 onbekwaam werd verklaard om nog langer te regeren. Hierdoor nam zijn zoon Jan IV de regering van het graafschap Auxerre over, terwijl zijn zoon Lodewijk I de regering van het graafschap Tonnerre overnam. Zijn zoon Jan IV verkocht het graafschap Auxerre in 1370 aan de Franse kroon.
Jan III van Chalon-Auxerre stierf in 1379. 

## Huwelijk en nakomelingen
In 1334 huwde Jan III met Maria Crespin du Bec, die tot een prominente Normandische adelfamilie behoorde. Ze kregen volgende kinderen:
- Jan IV (1335-1370), graaf van Auxerre
- Lodewijk I (1339-1398), graaf van Tonnerre
- Margaretha
- Mafalda